# Gagliarda
Gagliarda (franc. gaillarde) rašireni je kasnorenesansni i barokni ples za par trodobne mjere i umjereno brza tempa. Uglavnom je trodijelan, rjeđe dvodijelan. Obično se izvodi u paru s (često sa pavanom) kao druga igra u nizu.